# 美國一體化作戰司令部

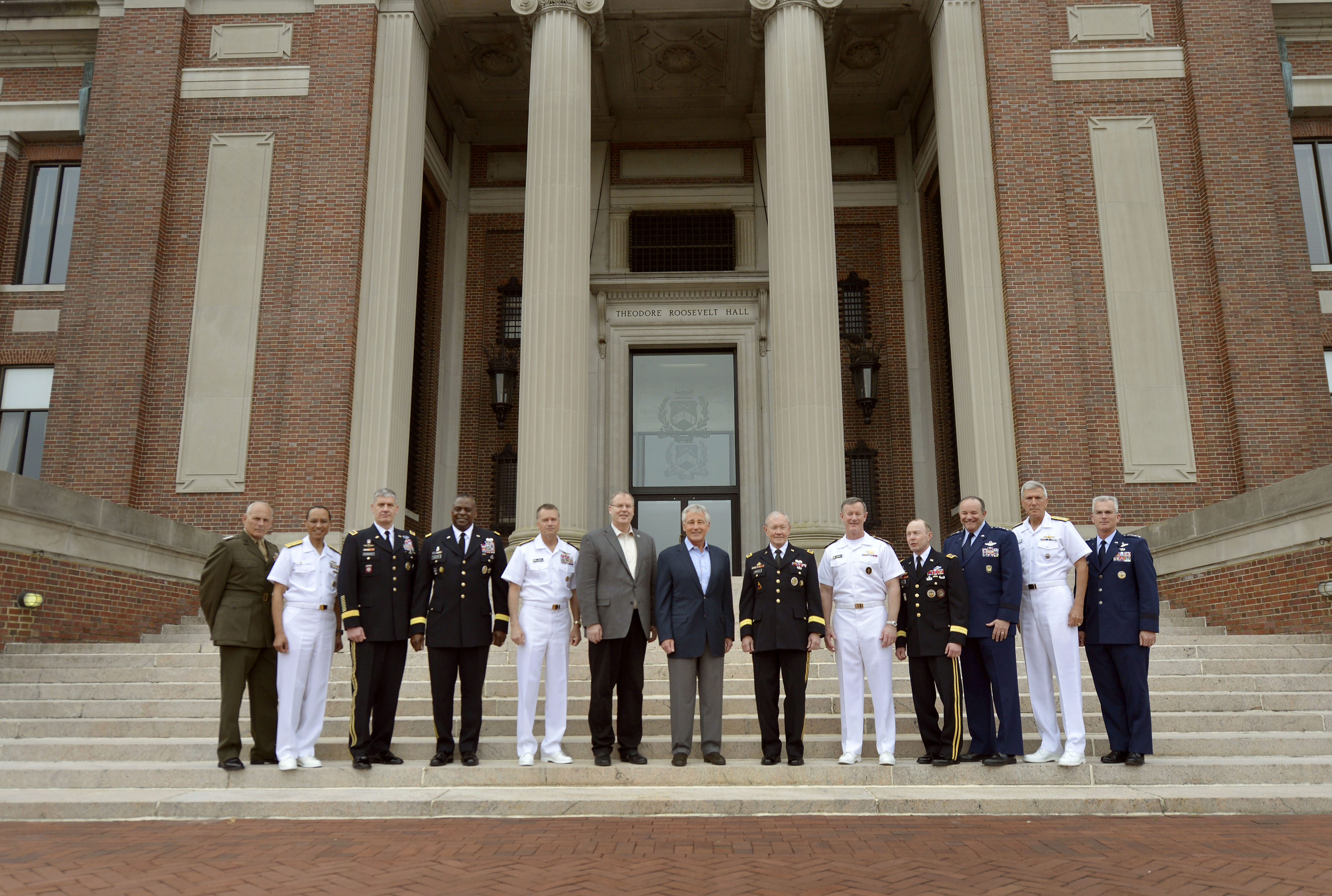
战略对话，国防部长、次长，参联会主席、副主席与九大司令部司令的合影

一体化作战司令部（Unified Combatant Command，簡寫），又譯聯合作戰司令部，是美軍當中直屬於國防部的軍事指揮機構之一，分地域型和功能型，具有广泛且连续的使命，无需通过各军种，可直接指挥麾下所属各个军种部队。司令部由一名上将担任司令官，司令官对其所属部队有法定的不可让渡的指挥权，司令官的指挥权来源于戈德华特－尼科尔斯国防部重构法案中对的确定，作战命令由总统通过国防部长下达至各具体的司令部。
目前，美國共有11個聯合作戰司令部，4個是功能型司令部，7個是地域型司令部。

## 现役司令部

地域型司令部职责划分（除太空司令部）

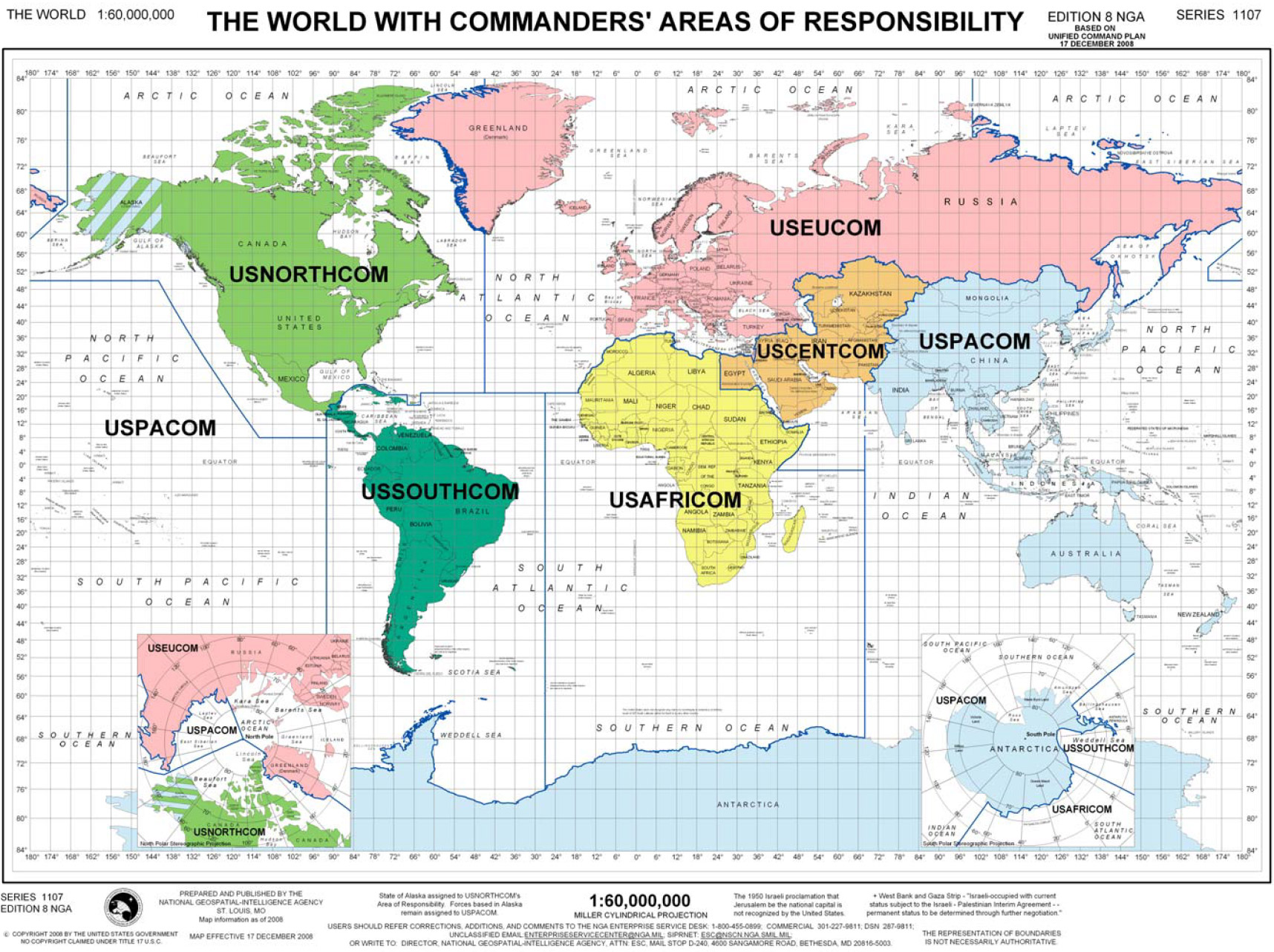
地域型司令部职责划分（除太空司令部）

4個地域型聯合作戰司令部的總部不是位於其管轄範圍內，下表中以†標示。
| 徽标 | 司令部         | 英文缩写    | 类型   | 组建时间      | 駐紮地                      |
| ---- | -------------- | ----------- | ------ | ------------- | --------------------------- |
|      | 非洲司令部     | USAFRICOM   | 地域型 | 2007年10月1日 | 德国／斯图加特凯利军营†     |
|      | 中央司令部     | USCENTCOM   | 地域型 | 1983年1月1日  | 佛罗里达州迈克迪尔空军基地† |
|      | 欧洲司令部     | USEUCOM     | 地域型 | 1947年3月15日 | 德国／斯图加特帕奇军营      |
|      | 北方司令部     | USNORTHCOM  | 地域型 | 2002年10月1日 | 科罗拉多州彼得森空军基地    |
|      | 印太司令部     | USINDOPACOM | 地域型 | 1947年1月1日  | 夏威夷斯密斯兵营            |
|      | 南方司令部     | USSOUTHCOM  | 地域型 | 1963年6月6日  | 佛罗里达州多拉 †            |
|      | 太空司令部     | USSPACECOM  | 地域型 | 2019年8月29日 | 科羅拉多州彼得森空军基地†   |
|      | 特种作战司令部 | USSOCOM     | 功能型 | 1987年4月16日 | 佛罗里达州迈克迪尔空军基地  |
|      | 战略司令部     | USSTRATCOM  | 功能型 | 1992年6月1日  | 内布拉斯加州奥弗特空军基地  |
|      | 运输司令部     | USTRANSCOM  | 功能型 | 1987年7月1日  | 伊利诺伊州斯科特空军基地    |
|      | 網路司令部     | USCYBERCOM  | 功能型 | 2018年5月4日  | 馬利蘭州米德堡陸軍基地      |

## 外部連結
- Interactive Map - US Africa Command (USAFRICOM) area of operation from the United States Army Africa
- Unified Command Plan Department of Defense
- Unified Command Plan （页面存档备份，存于） GlobalSecurity.org